# Dirphia subhorca
Dirphia subhorca är en fjärilsart som beskrevs av Paul Dognin 1901. Dirphia subhorca ingår i släktet Dirphia och familjen påfågelsspinnare. Inga underarter finns listade i Catalogue of Life.